# 1988年3月逝世人物列表
1988年逝世人物列表：1月 - 2月 - 3月 - 4月 - 5月 - 6月 - 7月 - 8月 - 9月 - 10月 - 11月 - 12月
1988年3月逝世人物列表，是用於匯總1988年3月期間逝世人物的列表。

## 依日期排序

### 1日
- 喬·貝瑟，80歲，美國演員和喜劇演員（三個臭皮匠、喬伊·畢曉普秀），心力衰竭。[1]
- 湯米·布林，75歲，愛爾蘭國際足球運動員（愛爾蘭曼聯）。
- 歐內斯特·庫內奧（Ernest Cuneo），82歲，美國報人（麥克盧爾報業辛迪加，星期六晚邮报），心臟病發作。[2]
- 索漢·拉爾·德維韋迪（Sohan Lal Dwivedi），82歲，印度詩人。
- 加藤嘉，75歲，日本舞台和電影演員。
- 湯米·波特（Tommy Potter），69歲，美國爵士樂低音提琴手。
- Jean Le Poulain，63歲，法國舞臺演員和導演，心臟病發作。[3]
- 埃德·羅曼（Ed Roman），57歲，美國大學籃球運動員，被判犯有剃鬚刀罪，白血病。[4]
- 凱·薩頓（Kay Sutton），72歲，美國女演員。
- 本傑明·威爾遜（Benjamin F. Wilson），66歲，美國陸軍士兵，榮譽勳章。[5]

### 2日
- 查克·阿內特（Chuck Arnett），60歲，美國藝術家和舞蹈家，愛滋病。[6]
- 雷蒙德·休伊特，47歲，美國民權活動家，黑豹黨領袖，心臟病發作。[7]
- J. Saunders Redding，81歲，美國教授和作家，心力衰竭。[8]
- 萊斯利·特納（Leslie Turner），88歲，美國漫畫家和作家（《輕鬆船長》）。[9]

### 3日
- Peter D. Martin，65歲，美國大學教授，城市之光書店創始人，肺氣腫。[10]
- Henryk Szeryng，69歲，波蘭裔墨西哥小提琴家，腦溢血。[11]
- 露易絲·威爾遜，93歲，美國無聲銀幕女演員（有蓋馬車、大亨小傳），肺炎。[12]
- Sewall Wright，98歲，美國遺傳學家，髖部骨折併發症。[13]

### 4日
- 埃內斯托·杜阿爾特·布裡托（Ernesto Duarte Brito），65歲，古巴-西班牙音樂家。[14]
- 詹姆斯·彼得·大衛斯，83歲，美國羅馬天主教主教，聖胡安和聖達菲大主教。[15]
- 帕裡·穆恩（Parry Moon），90歲，美國電氣工程師和作家。
- 佛朗哥·斯卡拉曼德雷，89歲，義大利裔美國紡織品設計師，斯卡拉曼德雷公司聯合創始人[16]

### 5日
- Santosh Dutta，62歲，孟加拉演員（Sonar Kella，Joi Baba Felunath）。
- 劉易斯·菲爾茲（Lewis J. Fields），78歲，美國海軍陸戰隊中將。[17]
- 阿爾弗雷德·霍林斯（Alfred Hollings），81歲，紐西蘭律師和板球運動員（惠靈頓）。[18]
- 瑪格麗特·歐文（Margaret Irving），90歲，美國女演員（人民的選擇（The People's Choice）、動物餅乾（Animal Crackers））。[19]
- William L. Marbury Jr.，86歲，Marbury， Miller & Evans的美國律師，心臟病發作。[20]
- 阿爾貝托·奧爾梅多（Alberto Olmedo），54歲，阿根廷喜劇演員和演員，從大樓墜落。[21]

### 6日
- 珍妮·奧伯特（Jeanne Aubert），88歲，法國歌手和演員。[22]
- Mairéad Farrell，31歲，愛爾蘭臨時共和軍成員，被英國軍隊槍殺。[23]
- 瓊·哈索爾，82歲，英國木雕師和書籍插畫家。[24]
- 丹尼爾·麥肯（Daniel McCann），30歲，愛爾蘭臨時共和軍成員，被英國軍隊槍殺。[25]
- 迪克·里基茨，54歲，美國職業棒球大聯盟（聖路易紅雀）和NBA籃球運動員（亚特兰大老鹰），白血病。[26]
- Stanlake J. W. T. Samkange，65-66歲，辛巴威歷史小說作家，心臟病和肺病。[27]
- 肖恩·薩維奇（Seán Savage），23歲，愛爾蘭臨時共和軍成員，被英國軍隊槍殺。[28]

### 7日
- 埃德蒙·伯克利（Edmund Berkeley），79歲，美國計算機科學家，是计算机协会（Association for Computing Machinery）的聯合創始人。[29]
- 吉多·塞拉諾（Guido Celano），83歲，義大利演員、配音演員和導演。[30]
- Divine，42歲，美國歌手、演員和變裝皇后（粉紅火烈鳥、髮膠），心力衰竭。[31]
- 戈登·亨特利（Gordon Huntley），62歲，英國鋼吉他手（Matthews Southern Comfort），癌症。
- 羅伯特·利文斯頓，83歲，美國電影演員（三個梅斯基特人、大膽的卡巴列羅），肺氣腫。[32]
- Joe Loco，66歲，波多黎各拉丁爵士樂和流行鋼琴家和編曲家。[33]
- 拉斐爾·奎諾內斯·維達爾（Rafael Quiñones Vidal），95歲，波多黎各記者。

### 8日
- 戈登·卡彭特，68歲，美國籃球運動員，奧運會金牌得主，國家教練。
- 27歲的印度歌手和音樂家Amar Singh Chamkila被槍殺。[34]
- Ken Colyer，59歲，英國爵士小號手和短號手。
- Werner Hartmann，76歲，德國物理學家（微電子），前列腺手術后的併發症。[35]
- África de las Heras，78歲，西班牙出生的蘇聯共產黨員。[36]
- 弗蘭克·奧斯本，91歲，南非出生的英格蘭國際足球運動員和經理（托特纳姆热刺足球俱乐部，英格蘭足球代表隊，富勒姆足球俱乐部）。[37]
- 哈羅德·皮爾斯（Harold Pierce），70歲，美國企業家，創立了 Harold's Chicken Shack 連鎖餐廳，前列腺癌。[38]
- 拉拉·阿卜杜勒·拉希德，65歲，巴基斯坦曲棍球運動員，奧運會金牌得主。
- 唐·雷登（Don Redden），24歲，美國籃球運動員，心力衰竭。[39]
- 蓋伊·蒂羅利安（Guy Tirolien），71歲，瓜德羅普詩人。[40]

### 9日
- 米爾頓·加拉米森（Milton Galamison），64歲，美國長老會牧師，癌症。[41]
- 約翰·約瑟夫·哈珀（John Joseph Harper），36歲，加拿大原住民領袖，被員警槍殺。[42]
- 库尔特·格奥尔格·基辛格（Kurt Georg Kiesinger），83歲，西德政治家，德意志聯邦共和國總理，心力衰竭。[43]
- Poondi Kumaraswamy，57歲，印度水文學家（Kumaraswamy分佈）。[44]
- 雅努什·皮耶卡烏凱維奇，62-63歲，波蘭地下士兵、歷史學家、作家和導演。
- M. E. Aldrich Rope，96歲，英國彩色玻璃藝術家。
- M. B. Sreenivasan，62歲，印度音樂總監，心臟病發作。

### 10日
- 葛籣·坎寧安（Glenn Cunningham），78歲，美國中長跑運動員和奧運獎牌得主。[45]
- 安迪·吉布，30歲，英國歌手和詞曲作者（I Just Want to Be Your Everything、Shadow Dancing），心肌炎。[46]
- 斯維蒂斯拉夫·格利索維奇，74歲，南斯拉夫國際足球運動員和經理（南斯拉夫貝爾格萊德 BSK）。[47]
- 阿卜杜勒·哈利克，54歲，巴基斯坦短跑運動員。[48]
- 休·琳賽（Hugh Lindsay），34歲，英國女王伊莉莎白二世（Queen Elizabeth II）的侍從，在雪崩中喪生。[49]
- 范雄，75歲，越南政治家，越南社會主義共和國總理，心臟病發作。[50]
- 喬克·森普爾，84歲，蘇格蘭裔美國跑步運動員和體育官員，癌症。[51]
- 喬伊·斯特納曼，88歲，美國NFL足球運動員（芝加哥熊隊）。[52]
- 威廉·华兹华斯，79歲，英國作曲家。[53]

### 11日
- 拉希德·巴克爾，54歲，蘇丹政治家，蘇丹總理。
- 克里斯蒂安娜·布兰德（Christianna Brand），80歲，英國犯罪作家和兒童作家（Green for Danger）。
- 哈裡·布勞納，80歲，羅馬尼亞作曲家。
- 尼古拉斯·艾略特，74歲，英國同齡人，聖日爾曼伯爵。[54]
- 庫爾希德·哈桑·庫爾希德，64歲，印巴政治家，阿扎德克什米爾總統，交通事故。[55]

### 12日
- Samaresh Basu，63歲，印度作家（Prajapati）。
- 亞歷山德羅·鮑薩尼（Alessandro Bausani），66歲，義大利伊斯蘭和中東研究學者。
- Romare Bearden，76歲，美國藝術家，作家和詞曲作者，骨癌併發症。[56]
- 阿諾德·貝爾，86歲，英國演員。
- DeWitt Bodeen，79歲，美國電影編劇和電視編劇（貓人）。[57]
- Vicky Longomba，55歲，剛果歌手，TPOK Jazz的創始成員。[58]
- 比莉·羅德斯（Billie Rhodes），93歲，美國女演員。[59]
- 伯納德·魯多夫斯基（Bernard Rudofsky），82歲，奧地利裔美國作家和建築師（Architecture Without Architects），癌症。[60]
- 凯文·斯蒂尔，56歲，美國女演員和模特（君子好逑、Ride Lonesome），癌症。

### 13日
- 奧利弗·凱莉，92歲，美國影視女演員。[61]
- Yngve Ekström，74歲，瑞典傢具設計師
- 約翰·霍爾姆斯，43歲，美國色情電影演員，心肺驟停。[62]
- 派特斯科，77歲，巴西國際足球運動員（彭美拉斯體育會，巴西國家足球隊）。[63]
- 澤維爾·聖馬卡里（Xavier Saint-Macary），39歲，法國演員（《赫比去蒙特卡洛》），心臟病發作。
- 斯特諾，71歲，義大利電影導演、編劇和電影攝影師（《Un giorno in pretura》、《Febbre da cavallo》）。
- Irving Younger，55歲，美國律師和作家，胰腺癌。[64]

### 14日
- 阿巴斯·阿巴西（Abbas Abbasi），63歲，巴基斯坦世襲領袖，巴哈瓦爾布爾州的納瓦布和埃米爾。
- Willi Apel，94歲，德裔美國音樂學家和作家（《哈佛音樂詞典》）。[65]
- 布魯諾·巴爾茨（Bruno Balz），85歲，德國詞曲作者。[66]
- 鲁道夫·格拉姆利希，79歲，黨衛軍軍官和德國國際足球運動員（法兰克福足球俱乐部、德國國家足球隊）。[67]
- Carter B. Magruder，87歲，美國陸軍將軍，患有肺部疾病。[68]
- Henrik Malyan，62歲，喬治亞-亞美尼亞電影導演和作家（Nahapet）。
- 澤布·特裡，96歲，美國職業棒球大聯盟（芝加哥小熊隊）。[69]
- 索爾·溫格羅夫（Saul Weingeroff），72歲，美國職業摔跤經理。

### 15日
- 蘿拉·卡勒（Laura Caller），72-73歲，秘魯工會律師。
- 阿馬羅·達庫尼亞，75歲，巴西賽艇運動員和奧運選手，卡門·米蘭達的兄弟。[70]
- 威利·達登（Willie Darden），54歲，美國殺人犯，被處決。[71]
- 伊萬·杜巴索夫，90歲，蘇聯藝術家。
- Chevene Bowers King，64歲，美國律師和民權領袖，前列腺癌。[72]
- 亨利·曼尼三世（Henry N. Manney III），65歲，美國記者，以有關汽車，摩托車和旅行的著作而聞名。[73]
- 伊迪塔·莫裡斯（Edita Morris），86歲，瑞典裔美國作家和政治活動家（《廣島之花》）。[74]
- 弗蘭克·帕金斯（Frank Perkins），79歲，美國歌曲作曲家（《星星墜落在阿拉巴馬州》）。
- 德米特裡·波利亞科夫（Dmitri Polyakov），66歲，烏克蘭-蘇聯特工和美國間諜，被槍殺。[75]
- 威廉·J·波特（William J. Porter），73歲，英美外交官，美國駐阿爾及利亞、韓國、加拿大和沙烏地阿拉伯大使，癌症。[76]
- 約翰·斯隆，83歲，美國商人，凱恩-斯隆總裁，心臟病發作。[77]
- 維克多·威克舍姆（Victor Wickersham），82歲，美國政治家，美國眾議院議員。[78]

### 16日
- 多蘿西·亞當斯，88歲，美國女演員（《我們生命中最美好的歲月》）。
- Nazir Dekhaiya，67歲，印度詩人，支氣管肺炎。
- Rollie Dotsch，75歲，美式橄欖球教練（伯明翰種馬），胰腺癌。[79]
- Paul Kohner，85歲，奧匈帝國出生的美國藝人經紀人和製片人，心臟病發作。[80]
- 丹·拉納（Dan Laner），65歲，奧地利出生的以色列將軍。
- 埃里希·普罗布斯特，60歲，奧地利國際足球運動員（維也納迅速體育會，艾特米拿華卡默德林足球會，奧地利國家足球隊）。[81]
- 丹尼·里士滿（Dannie Richmond），56歲，美國爵士鼓手，心臟病發作。[82]
- Jigger Statz，90歲，美國職業棒球大聯盟（芝加哥小熊）。[83]
- 米奇·湯普森（Mickey Thompson），59歲，美國賽車製造商和推廣者，被槍殺。[84]

### 17日
- Raffaele Arié，67歲，保加利亞貝斯。[85]
- 尼古拉斯·阿西莫斯，38歲，希臘作曲家和歌手。[86]
- Bruce C. Clarke，86歲，美國陸軍上將，中風。[87]
- 羅蘭·德魯，87歲，美國演員（《雷蒙娜》，《湯姆索亞歷險記》）。[88]
- 弗朗茨·奧托·克魯格（Franz-Otto Krüger），70歲，德國電影和電視演員。
- 派翠克·姆菲普（Patrick Mphephu），63-64歲，南非政治家，文達（Venda）總統。[89]
- 賈瑪律·辛格·帕達（Jaimal Singh Padda），44-45歲，印度詩人和共產主義活動家，被極端分子槍殺。
- 陳修信（Tan Siew Sin），71歲，馬來西亞政治家，財政部長，心臟病發作。[90]

### 18日
- 傑拉爾德·亞伯拉罕（Gerald Abraham），84歲，英國音樂學家、編輯和音樂評論家。[91]
- 比利·巴特菲爾德（Billy Butterfield），71歲，美國爵士樂隊領隊，癌症。[92]
- 奧利弗·道奈（Oliver Dawnay），67歲，英國公務員，伊莉莎白女王的私人秘書。
- 卡爾·瑪麗亞·德梅爾胡貝爾，91歲，納粹德國黨衛軍將軍。
- 瓊·菲爾德，72歲，美國小提琴家。
- Máirtín Ó Direáin，77歲，愛爾蘭詩人。[93]
- 珀西·斯普羅特（Percy Thrower），75歲，英國園丁、園藝家、廣播員和作家。[94]
- Frank Wayne，70歲，美國遊戲節目製作人和主持人（The Price Is Right）。

### 19日
- 雷納·班納姆（Reyner Banham），66歲，英國建築評論家和作家。[95]
- 薩比諾·巴里納加（Sabino Barinaga），65歲，西班牙足球運動員和經理，心臟病。[96]
- 菲力浦·伯恩鮑姆（Philip Birnbaum），83歲，美國宗教作家和翻譯家。[97]
- Bun Cook，84歲，加拿大冰球運動員和教練（紐約遊騎兵隊）。[98]
- Suzy Frelinghuysen，（又名Suzy Morris），76歲，美國抽象畫家和歌劇演唱家，中風。[99]
- Máirtín Ó Direáin，77歲，愛爾蘭詩人。[100]
- 席德·哈克雷德（Sid Harkreader），90歲，美國小提琴演奏家和弦樂隊領隊。[101]
- 帕梅拉·曼森（Pamela Manson），59歲，英國女演員。[102]

### 20日
- 迪克·貝爾（Dick Bell），74歲，加拿大政治家，加拿大國會議員，公民和移民部長。[103]
- 吉爾·埃文斯（Gil Evans），75歲，加拿大裔美國爵士鋼琴家，作曲家和樂隊領隊，腹膜炎。[104]
- Akhilbandhu Ghosh，67歲，印度孟加拉歌手。
- 撒母耳·雷諾茲（Samuel W. Reynolds），97歲，美國政治家，美國參議員，肺炎。[105]
- 格裡爾·斯考森，71歲，墨西哥籃球運動員。[106]

### 21日
- 佛吉尼亞·阿克斯林（Virginia Axline），76歲，美國心理學家和作家（Dibs in Search of Self，Play Therapy）。
- 瑪麗·伯克（Marie Burke），93歲，英國舞臺、電影和電視女演員。
- George W. Lehr，51歲，美國政治家，密蘇里州審計員，腦瘤。[107]
- 羅伯特·麥金托什（Robert McIntosh），80歲，印度出生的英國板球運動員（牛津大學）。[108]
- 艾德·勞許，94歲，美國職業棒球大聯盟（辛辛那提紅人隊）球員。[109]
- 查理·希普（Charley Shipp），74歲，美國NBA籃球運動員和教練。[110]
- 西格弗里特·施泰納（Sigfrit Steiner），81歲，瑞士演員。
- 派翠克·斯特普托（Patrick Steptoe），74歲，英國婦產科醫生，體外受精的先驅。[111]

### 22日
- 古德蒙德·哈萊姆，70歲，挪威政治家（國防部長）。[112]
- 魯道夫·馬茨，86歲，克羅埃西亞作曲家。[113]
- 凱薩琳·那不勒斯·麥肯納（Kathleen Napoli McKenna），90歲，愛爾蘭民族主義活動家和記者。[114]
- 萊斯特·羅林斯（Lester Rawlins），63歲，美國演員（《四季男人》《舊榮耀》），心臟驟停。[115]

### 23日
- 西奥多·弗雷德·阿贝尔（Theodore Fred Abel），91歲，蘇聯出生的美國社會學教授（西奧多·阿貝爾論文）。[116]
- 約翰·查理斯·博爾辛格，30歲，美國連環殺手，自殺。[117]
- 吉米·雅各斯（Jimmy Jacobs），58歲，美國手球運動員，白血病。[118]
- 穆迪·鐘斯（Moody Jones），79歲，美國藍調吉他手和歌手。
- 以賽亞·凱寧（Isaiah L. Kenen），83歲，加拿大裔美國記者和律師，美國猶太復國主義公共事務委員會創始人。[119]
- 黛博拉·林斯利（Deborah Linsley），22歲，英國謀殺案受害者。[120]
- 代頓·魯米斯，84歲，美國演員（《比利·米切爾的軍事法庭》）。
- 帕什，37歲，印度詩人，被槍殺。[121]
- 斯蒂芬·博萊斯拉夫·羅曼（Stephen Boleslav Roman），66歲，加拿大採礦工程師。[122]

### 24日
- 彼特·埃斯蒂斯（Pete Estes），72歲，美國汽車工程師，通用汽車總裁，心臟病發作。[123]
- Turhan Feyzioğlu，65-66歲，土耳其學者和政治家，土耳其副總理。
- Sirkazhi Govindarajan，55歲，印度歌手，心臟病發作。[124]
- 阿卜杜拉希·伊薩，67歲，索馬里政治家，義大利索馬里總理。

### 25日
- 詹姆斯·霍華德（James J. Howard），60歲，美國教育家和政治家，美國眾議院議員，心臟病發作。[125]
- 羅伯特·喬佛里（Robert Joffrey），57歲，美國舞蹈家，教師，製片人和編舞，器官衰竭。[126]
- Leona Maricle，82歲，美國女演員，心臟病發作。[127]
- 維拉·帕加瓦（Vera Pagava），81歲，喬治亞藝術家。
- 艾爾·施瓦茨，77歲，美國編劇、電視製片人和導演，舍伍德·施瓦茨的兄弟。[128]

### 26日
- 米格爾·阿布埃洛（Miguel Abuelo），42歲，阿根廷搖滾音樂家和歌手，心臟驟停。
- 羅伯特·費爾貝恩（Robert Fairbairn），77歲，蘇格蘭銀行家，克萊茲代爾銀行董事長。[129]
- 穆薩·卡利姆（Musa Kaleem），67歲，美國爵士薩克斯管演奏家和長笛演奏家。
- 朱利安·皮尔斯（Julian Pierce），42歲，美國律師和活動家，被謀殺（屍體在這一天被發現）。[130]

### 27日
- 李·古伯（Lee Guber），67歲，美國戲劇製作人，腦癌。[131]
- 戈登·梅裡克（Gordon Merrick），71歲，美國百老匯演員和作家，肺癌。[132]
- 雷納托·薩爾瓦托里（Renato Salvatori），55歲，義大利演員，肝硬化。[133]
- 查理斯·威勒福德（Charles Willeford），69歲，美國作家（鬥雞士），心臟病發作。[134]

### 28日
- David R. Bennion，59歲，加州釀酒師，Ridge Vineyards創始人，車禍。[135]
- 李书田，88歲，美籍華裔水利工程師。
- S. N. Tripathi，75歲，印度作曲家。
- 尼爾·威廉姆斯（Neil Williams），53歲，美國畫家，心臟病發作。[136]

### 29日
- Ted Kluszewski，63歲，美國職業棒球大聯盟（辛辛那提紅人），心臟病發作。[137]
- 希拉·馬納漢（Sheila Manahan），64歲，愛爾蘭女演員（只有兩個人可以玩）。
- 雅克·桑蒂（Jacques Santi），49歲，法國演員和電影製片人（《航空家》）。
- Dulcie September，52歲，南非反種族隔離活動家，遇刺身亡。[138]
- 克拉倫斯·吉伯特·泰勒（Clarence Gilbert Taylor），89歲，美國航空企業家，泰勒兄弟飛機公司（Taylor Brothers Aircraft Corporation）聯合創始人。[139]

### 30日
- Ranulph Bacon，81歲，英國警官，英屬錫蘭警察總監。
- 喬治亞·埃利斯（Georgia Ellis），71歲，美國女演員（荒野大鏢客）。
- 埃德加·富尔，79歲，法國政治家、律師和歷史學家，法國總理。[140]
- 約翰·克萊隆·福爾摩斯，62歲，美國作家，詩人和教授，癌症。[141]
- Beulah Levy Ledner，94歲，美國糕點師（Doberge蛋糕）。[142]
- 吉米·麥圭根，64歲，蘇格蘭足球運動員和經理（克鲁足球俱乐部）。[143]
- Doris Pawn，93歲，美國無聲銀幕女演員。
- Arnie Zane，39歲，美國攝影師、編舞家和舞蹈家，愛滋病患者。[144]

### 31日
- 尼古拉·亞歷山德羅維奇·貝諾瓦（Nicola Alexandrovich Benois），86歲，俄羅斯出生的義大利舞台設計師（斯卡拉大劇院）。[145]
- 塔利布·拉蘇爾·哈基姆，47-48歲，美國作曲家。[146]
- Harry Kane，75歲，美國插畫家（三名調查員），動脈瘤。
- 威廉·麦克马洪，80歲，澳大利亞政治家，澳大利亞總理，癌症。[147]
- 曼努埃爾·西洛斯（Manuel Silos），82歲，菲律賓電影製片人（Biyaya ng Lupa – Blessings of the Land）。